# ジョイ・ボートン
クリスティーナ・ジョイアンス・ボートン（Christina Joyance Boughton, 1913年6月14日 - 1963年）は、イングランドのオーボエ奏者。

## 略歴
1913年6月14日に作曲家、ラトランド・ボートンとその妻で画家のクリスティーナ・ウォルシェ（Christina Walshe）の娘として生まれた。やがてジョイはレオン・グーセンスにオーボエを師事し、1929年から1937年には王立音楽大学で学んだ。王立音楽大学では死去する前のわずかな期間、オーボエの教授として教鞭も執っていた。1951年、作曲家のベンジャミン・ブリテンはジョイに「オウィディウスによる6つのメタモルフォーゼ」を献呈しており、彼女は同年のオールドバラ音楽祭でこれを初演している。彼女はブリテンがイギリス・オペラ・グループを設立する手助けを行い、またフルートのジョン・フランシス（John Francis）、ピアノのミリセント・シルヴァー（Milllicent Silver）と共にシルヴァン・トリオ（Sylvan Trio）を結成した。
1937年、ジョイは父のラトランド・ボートンが彼女のために作曲したオーボエ協奏曲を、オックスフォードの演奏会でボイド・ニール弦楽オーケストラと共に初演した。彼女は劇場興行主のクリストファー・イード（Christopher Ede）と結婚し、2人の子ども、ロビン（Robin）とペニー（Penny）を儲けた。彼女の想い出に捧げる演奏会が、1963年4月に王立音楽大学で開かれた。

## 関連書籍
- Sarah Francis (February 2004). Joy Boughton - A portrait. Double Reed News.  オリジナルの2008年12月1日時点におけるアーカイブ。.
- George Caird (Autumn 2006). Benjamin Britten and his Metamorphosis. Double Reed Society.